# La Danseuse et le Bon Dieu
Pour plus de détails, voir Fiche technique et Distribution.
La Danseuse et le Bon Dieu (Ballerina e Buon Dio) est une comédie fantastique italienne réalisée par Antonio Leonviola et sortie en 1958.

## Synopsis
Marietto est un jeune orphelin très vif et créatif, hébergé dans un pensionnat de religieuses. Un jour, en feuilletant un journal, il voit la photo d'une belle danseuse de l'opéra, Camilla, et est convaincu qu'il s'agit de sa mère. Mais il est confié à la famille d'un boulanger qui veut l'adopter et décide de s'enfuir.
Il entre dans une pâtisserie et mange beaucoup de sucreries sans avoir d'argent pour payer. Le propriétaire de la pâtisserie veut le dénoncer, mais Marietto, aidé par Dieu sous les traits d'un garde municipal, réussit à se faire pardonner.
Sur la place, il rencontre un couple d'acrobates qui aimerait l'inclure dans leurs spectacles, mais Dieu, sous les traits d'un agent de la circulation, arrête leur camion devant l'opéra et lui suggère de partir à la recherche de la danseuse.
L'enfant dit à la danseuse qu'il l'a choisie comme mère, mais celle-ci, tout en l'accueillant avec amour, tente de se débarrasser de lui en appelant un garde. Marietto, encore une fois aidé par Dieu sous les traits du portier du théâtre, réussit à s'enfuir et à atteindre la maison de Camilla. Celle-ci l'accueille chez elle et l'héberge pour la nuit. Ils se lient d'amitié et la danseuse semble se lier d'affection avec l'enfant.
Le lendemain, elle tente à nouveau de s'en débarrasser, d'abord en demandant à un éboueur de le recueillir, puis en essayant de l'abandonner sur un manège. L'enfant rentre chez lui, surprend une discussion entre la danseuse et le maestro d'opéra, comprend qu'il n'est pas désiré comme fils et, alors que Camilla est occupée au théâtre, décide de s'enfuir.
Cette fois, c'est Camilla, habillée en ballerine, et son prétendant Filippo qui recherchent l'enfant. Ils se rendent d'abord au pensionnat et se déclarent prêts à adopter Marietto, puis, aidés par Dieu sous les traits d'un chauffeur de taxi, ils parviennent à le retrouver à la Villa Borghèse tandis que, déguisé en ange, il exécute un dangereux numéro de funambule avec un équilibriste. Finalement, tout se passe bien et les trois peuvent fonder une famille ensemble.

## Fiche technique
- Titre français : La Danseuse et le Bon Dieu ou La Ballerine et le Bon Dieu[1]
- Titre original italien : Ballerina e Buon Dio[2]
- Réalisateur : Antonio Leonviola
- Scénario : Antonio Leonviola, Mario Monicelli
- Photographie : Enzo Serafin
- Montage : Renato Cinquini (it)
- Musique : Piero Piccioni
- Décors : Luigi Scaccianoce (it)
- Costumes : Marina Arcangeli
- Production : Antonio Leonviola
- Société de production : EBE Cinematografica, SEICC (Societa per l'Esercizio dell'Industria del Commercio Cinematografico)
- Pays de production :  Italie
- Langue originale : italien
- Format : Noir et blanc - Son mono - 35 mm
- Durée : 94 minutes
- Genre : comédie fantastique
- Dates de sortie :
  - Italie : 4 septembre 1958
  - France : 18 décembre 1960

## Distribution
- Carlo Angeletti : Marietto, l'enfant
- Vera Tschechowa : Camilla, la danseuse
- Vittorio De Sica : Dieu sous les traits d'un garde municipal, d'un agent de la circulation, d'un portier de théâtre et d'un chauffeur de taxi.
- Gabriele Ferzetti : Andrea, le maestro de l'opéra
- Roberto Risso : Filippo, le prétendant de la ballerine
- Guido Lauri (it) : le premier danseur
- Pina Renzi : la mère supérieure
- Gisella Sofio : Sœur Céleste
- Mario Carotenuto : le boulanger
- Dori Dorika : la femme du boulanger
- Amalia Pellegrini (it) : la mère du boulanger
- Erminio Spalla : l'acrobate
- Dolores Palumbo : Giuseppa, la funambule
- Giacomo Furia : le maître de la pâtisserie
- Polidor : l'éboueur
- Spartaco Bandini (sous le nom de « Mister OK ») : le maître du manège
- Giusi Raspani Dandolo : la dame de l'accident de voiture
- Pina Gallini : mère rejetée par Marietto
- Rita Rosa : la vendeuse de la pâtisserie
- Furio Meniconi : un chauffeur de taxi
- Mimmo Poli (it) : spectateur du spectacle des acrobates